# Francisco Mancebo
Francisco Mancebo Pérez (Madrid, 9 marzo 1976) è un ciclista su strada e mountain biker spagnolo che corre per il team Matrix Powertag. Professionista dal 1998, si è classificato terzo alla Vuelta a España 2004 e quarto al Tour de France 2005.

## Carriera
Passato professionista nel 1998 con la Banesto, restò fedele alla storica formazione spagnola, che nel frattempo cambiò nome in iBanesto.com e Caisse d'Epargne, fino al 2005. Ciclista abituato alle corse a tappe e buon scalatore, dal 2000 al 2005 ottenne cinque volte un posto fra i primi dieci al Tour de France. Conquistò inoltre un piazzamento sul gradino più basso del podio alla Vuelta a España, nel 2004.
Nel 2006 cambiò squadra per correre con la AG2R Prévoyance. Durante la stagione venne però escluso dal Tour de France perché il suo nome venne trovato dalla polizia spagnola negli elenchi sequestrati nell'ambito della Operación Puerto: in seguito a ciò annunciò il ritiro dall'attività agonistica.
In seguito venne scagionato dalle accuse, riuscendo a trovare un ingaggio nella Relax-Fuenlabrada con cui disputò la stagione 2007. L'anno successivo emigrò in Portogallo per correre nella formazione Continental Fercase-Paredes Rota dos Móveis, mentre nel 2009 venne messo sotto contratto dalla squadra statunitense Rock Racing, con la quale si aggiudicò una tappa del Tour of California e la classifica finale del Tour of Utah. In quell'anno cominciò a dedicarsi anche alla Mountain bike, laureandosi campione spagnolo nella disciplina marathon.
Dopo una breve parentesi con il team greco Heraklion Kastro-Murcia, dal 2011 al 2013 vestì le maglie di alcune formazioni Continental statunitensi, ottenendo diversi successi, tra cui la Redlands Bicycle Classic nel 2011 e nel 2013, il Tour de Beauce nel 2011, il Tour of the Battenkill nel 2012, una tappa al Tour of Utah nel 2013. Per il 2014 si trasferì in Medio Oriente per gareggiare con la nuova squadra Continental emiratina Skydive Dubai.

## Palmarès

### Strada
- 1997

6ª tappa Vuelta a Navarra
- 1998 (Banesto, una vittoria)

Trofeo Comunidad Foral de Navarra
- 2000 (Banesto, quattro vittorie)

5ª tappa Route du Sud
5ª tappa Vuelta a Castilla y León
Classifica generale Vuelta a Castilla y León
Clásica a los Puertos de Guadarrama
- 2002 (iBanesto.com, una vittoria)

Classifica generale Vuelta a Burgos
- 2003 (iBanesto.com, due vittorie)

Classifica generale Vuelta a Castilla y León
Classique des Alpes
- 2004 (Illes Balears-Banesto, due vittorie)

Campionati spagnoli, Prova in linea
5ª tappa Deutschland Tour
- 2005 (Illes Balears-Caisse d'Epargne, una vittoria)

10ª tappa Vuelta a España (La Vall d'en Bas > Ordino-Arcalís)
- 2007 (Relax-GAM, due vittorie)

9ª tappa Vuelta Ciclística por un Chile Líder
Classifica generale Vuelta Chihuahua Internacional
- 2008 (Fercase-Paredes Rota dos Móveis, una vittoria)

Classifica generale Vuelta Chihuahua Internacional
- 2009 (Rock Racing, cinque vittorie)

4ª tappa Vuelta a Asturias (Cafés Toscaf > Alto del Acebo)
Classifica generale Vuelta a Asturias
1ª tappa Tour of California (Davis > Santa Rosa)
1ª tappa Tour of Utah
Classifica generale Tour of Utah
- 2010 (Rock Racing, tre vittorie)

2ª tappa Vuelta Mexico Telmex (Veracruz > Xalapa)
Prologo Tour de la Guadeloupe (Pointe-à-Pitre, cronometro)
Classifica generale Tour de la Guadeloupe
- 2011 (RealCyclist.com Pro Cycling Team, sette vittorie)

1ª tappa Redlands Bicycle Classic
Classifica generale Redlands Bicycle Classic
1ª tappa Tour of the Gila (Silver City > Mogollon)
5ª tappa Tour of the Gila (Silver City > Pino Altos)
Classifica generale Tour of the Gila
3ª tappa Tour de Beauce (Saint-Georges > Mont-Mégantic)
Classifica generale Tour de Beauce
- 2012 (Competitive Cyclist Racing Team, due vittorie)

Tour of the Battenkill
1ª tappa Tour de Beauce (Lac-Etchemin > Lac-Etchemin)
- 2013 (5 Hour Energy, cinque vittorie)

4ª tappa Redlands Bicycle Classic
Classifica generale Redlands Bicycle Classic
5ª tappa Tour of the Gila (Silver City > Silver City)
3ª tappa Tour de Beauce (Saint-Georges > Mont-Mégantic)
6ª tappa Tour of Utah (Park City > Park City)
- 2014 (Skydive Dubai Pro Cycling Team, due vittorie)

2ª tappa Tour de Kumano (Kumano Sangaru > Kumano Sangaru)
Classifica generale Tour de Kumano
- 2015 (Skydive Dubai Pro Cycling Team-Al Ahli, quattro vittorie)

5ª tappa Tour d'Égypte (Hurghada > Hurghada)
Classifica generale Tour d'Égypte
1ª tappa Jelajah Malaysia (Kuala Lumpur > Putrajaya)
Classifica generale Jelajah Malaysia
- 2016 (Skydive Dubai Pro Cycling Team-Al Ahli, una vittoria)

5ª tappa Tour of Alberta (Edmonton > Edmonton)
- 2017 (Hangar 15 Bicycles, una vittoria)

5ª tappa Redland Bicycle Classic
- 2019 (Matrix Powertag, due vittorie)

1ª tappa Ronda Pilipinas (Iloilo > Iloilo)
Classifica generale Ronda Pilipinas
- 2021 (Matrix Powertag, una vittoria)

Oita Urban Classic

#### Altri successi
- 2000 (Banesto)

Classifica giovani Tour de France
- 2003 (iBanesto.com)

Classifica a punti Vuelta a La Rioja
- 2006 (AG2R Prévoyance)

Classifica a punti Critérium Du Dauphiné Libéré
- 2012 (Competitive Cyclist Racing Team)

Classifica a punti Tour de Beauce
- 2015 (Skydive Dubai Pro Cycling Team-Al Ahli)

2ª tappa Jelajah Malaysia (Putrajaya, cronosquadre)
- 2016 (Skydive Dubai Pro Cycling Team-Al Ahli)

1ª tappa Sharjah Tour (Sharja, cronosquadre)
- 2019 (Matrix Powertag)

Classifica scalatori Vuelta a la Comunidad de Madrid
- 2023 (Matrix Powertag)

Minamiuonuma Road Race

### Mountain bike
- 2009

Campionati spagnoli, Marathon
- 2016

Campionati spagnoli, Marathon

## Piazzamenti

### Grandi Giri
- Giro d'Italia

2000: 20º
- Tour de France

1999: 28º
2000: 9º
2001: 13º
2002: 7º
2003: 10º
2004: 6º
2005: 4º
- Vuelta a España

2002: ritirato
2003: 5º
2004: 3º
2005: 4º

### Classiche monumento
- Milano-Sanremo

1998: 47º
1999: 37º
2000: 96º
2001: ritirato
- Liegi-Bastogne-Liegi

1999: ritirato
2000: 38º
2001: 24º
2002: 11º
2005: 91º
2006: 35º
- Giro di Lombardia

2001: 10º
2002: 10º
2005: 32º

### Competizioni mondiali
- Campionati del mondo su strada

Lugano 1996 - In linea Under-23: 21º
San Sebastian 1997 - In linea Under-23: 7º
Hamilton 2003 - In linea Elite: 62º
Verona 2004 - In linea Elite: 12º
Madrid 2005 - In linea Elite: 67º
Doha 2016 - Cronosquadre: 15º

### Competizioni europee
- Campionati europei

Villach 1997 - Cronometro Under-23: 12°